# 일본국유철도 C61형 증기 기관차 20호기
일본국유철도 C61형 증기 기관차(일본어: C61形蒸気機関車)는 1949년에 제조된 여객급행열차용 텐더식 증기 기관차이다. D51형 1094호를 이용해 제조됐다.
2009년 말부터 동태보존으로 바뀌었고, 2011년에는 복원이 완료되면서 차적에서 복귀되었다.

## 재조년도
1949년7월 31일에 D51형 1094호 증기기관차를 개조해서 만들어졌다.

## 개조전의 차명
D51 1094

## 제작일
1949년 7월 31일